# Prisopus ohrtmanni
Prisopus ohrtmanni är en insektsart som först beskrevs av Lichtenstein 1802.  Prisopus ohrtmanni ingår i släktet Prisopus och familjen Prisopodidae. Inga underarter finns listade i Catalogue of Life.